# 虎屋吉末
虎屋吉末（とらやよしすえ）は、日本の和菓子店。
江戸時代に廻船問屋を経て、享和元年（1801年）に神戸市東灘区の御影にて創業し現在に至る。
当時は西国浜街道に面し、酒造りの盛んな灘五郷の御影郷に位置する。国道43号線の北側に位置する。(近隣にはかつて、酒蔵『世界長酒造』が存在)
阪神御影駅より南に徒歩10分の距離にある。
当店の看板商品は、「樽形煎餅」と「天津知羊羹（でっちようかん）」。樽形煎餅は、こも樽の形に灘五郷の醸造元の銘を刻した「登録商標」の卵煎餅がある。
商品を購入すると、サービスとしてお茶と茶菓子が付くことがある。
創業以来、添加物を使用していない商品を特徴とする。
1995年の阪神・淡路大震災時に全壊するも同一に再建を果たす。

## 主な商品
- 樽形煎餅
- 天津知羊羹(でっちようかん)
- 夢の浮橋
- らくがん
- ぬり羊羹・三宝羹